# Replicar Hellas
Replicar Hellas ist ein griechischer Hersteller von Automobilen.

## Unternehmensgeschichte
Ilias Gaganelis gründete 2007 das Unternehmen in Katerini als Nachfolgeunternehmen von Beetlekitcars und begann mit der Produktion von Automobilen. Der Markenname lautet RCH. Zunächst wurden die Fahrzeuge ausschließlich exportiert. Seit Juni 2011 ist auch der Verkauf der Fahrzeuge in Griechenland zulässig. 2013 präsentierte das Unternehmen drei Fahrzeuge auf der Techno-Classica in Essen.

## Fahrzeuge

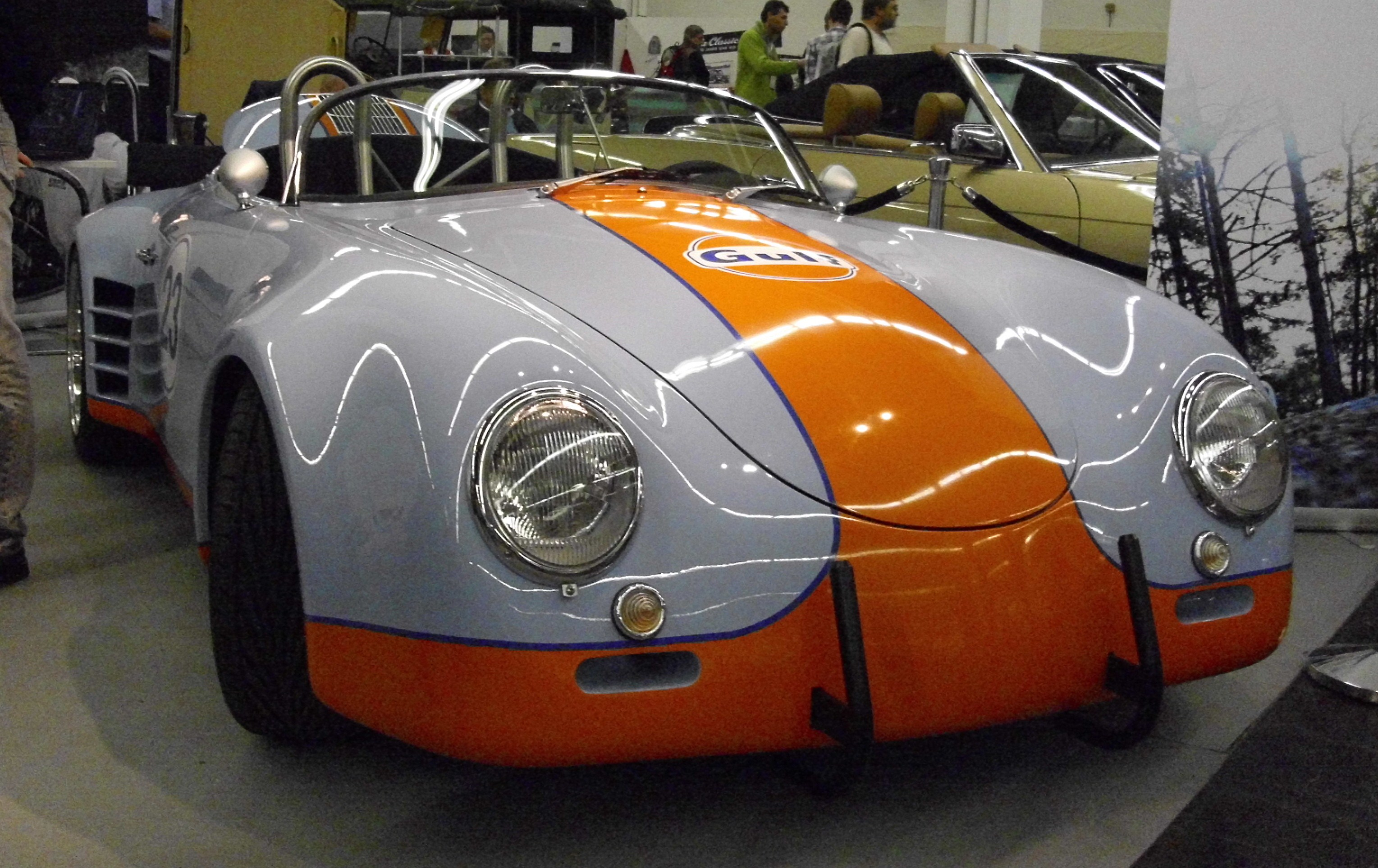
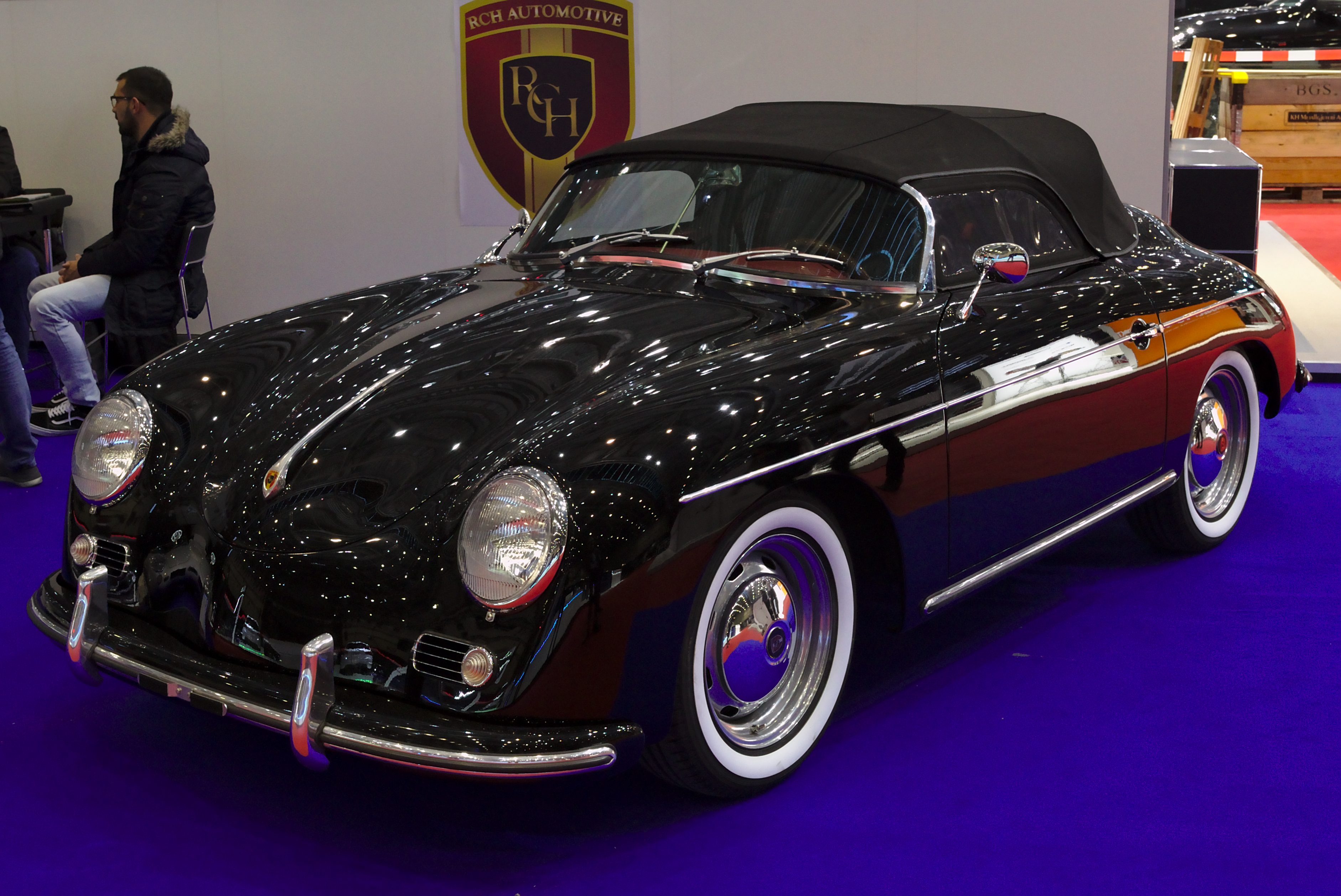
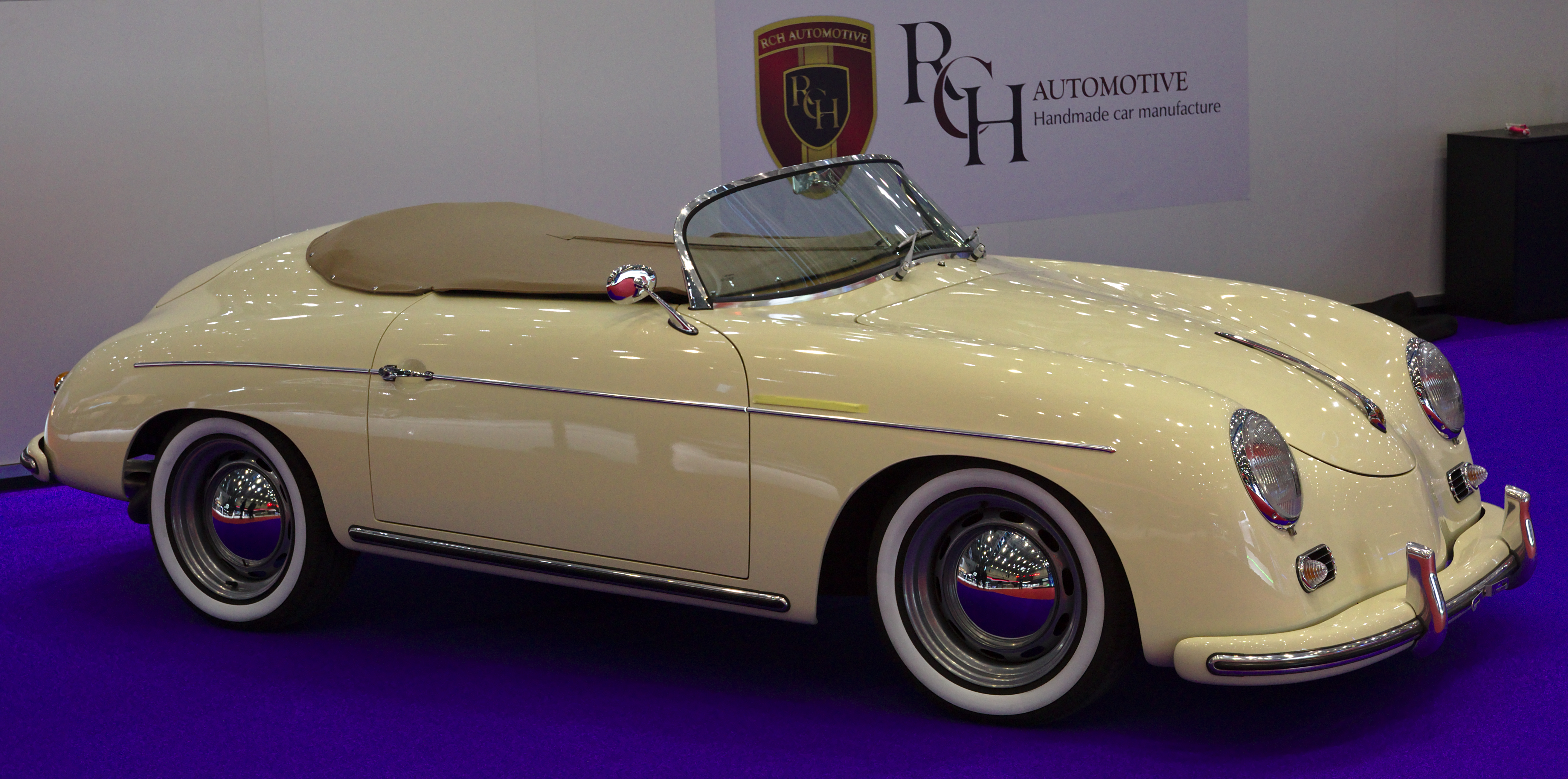
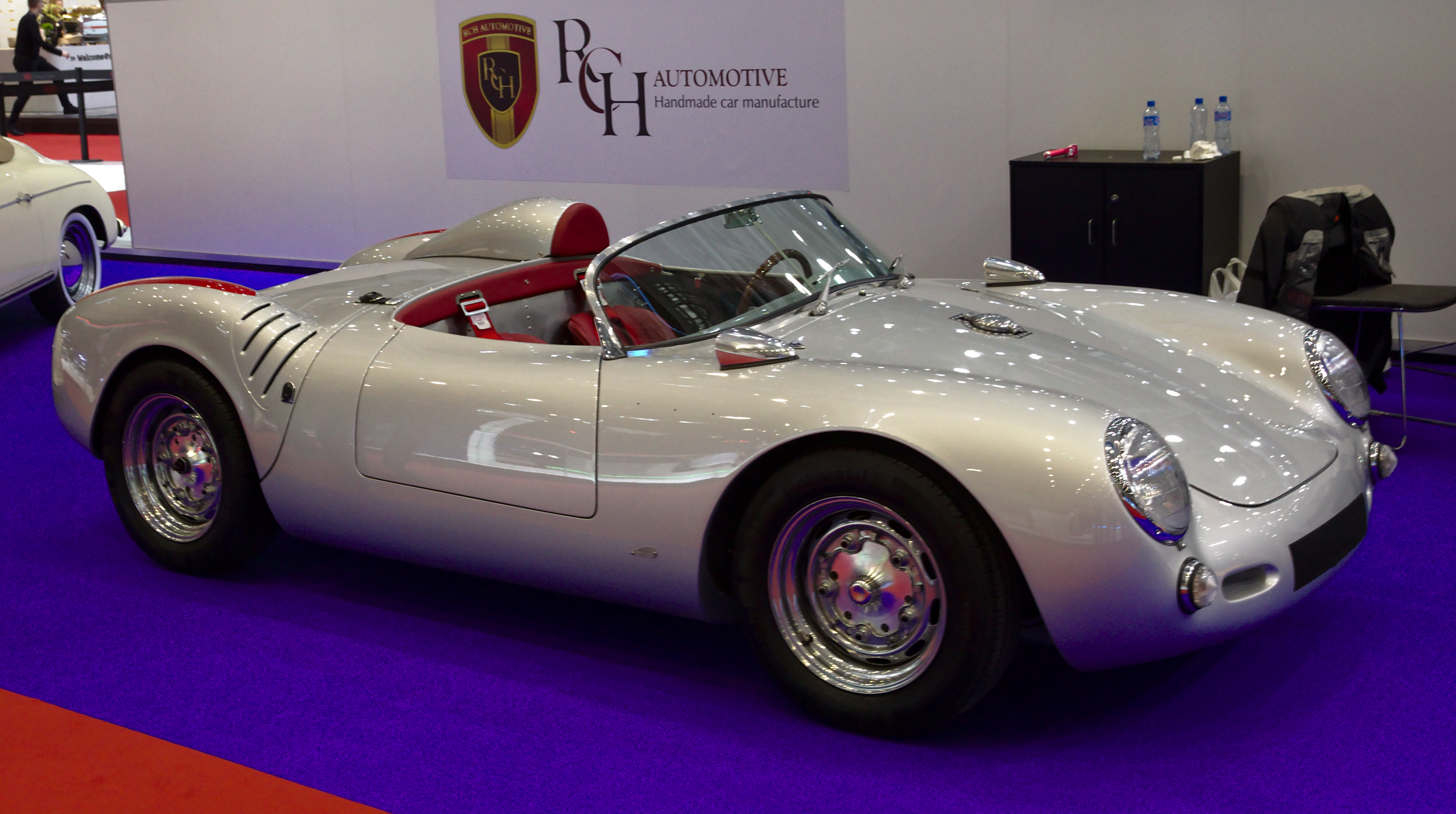

Das Unternehmen stellt Nachbauten klassischer Fahrzeuge her. Vorbilder sind der Porsche 356 Speedster und der Porsche 550 Spyder. Die Vorderachse stammt vom VW Käfer. Zur Wahl stehen verschiedene Vierzylindermotoren. Die Basis bildet ein Motor mit 1596 cm³ Hubraum und 60 PS Leistung. Darüber rangieren Motoren mit 1776 cm³ Hubraum und etwa 85 PS sowie 1915 cm³ Hubraum und etwa 105 PS. Die beiden stärksten Motoren haben 2275 cm³ Hubraum und wahlweise 150 oder 180 PS.